# Нідерландська організація наукових досліджень

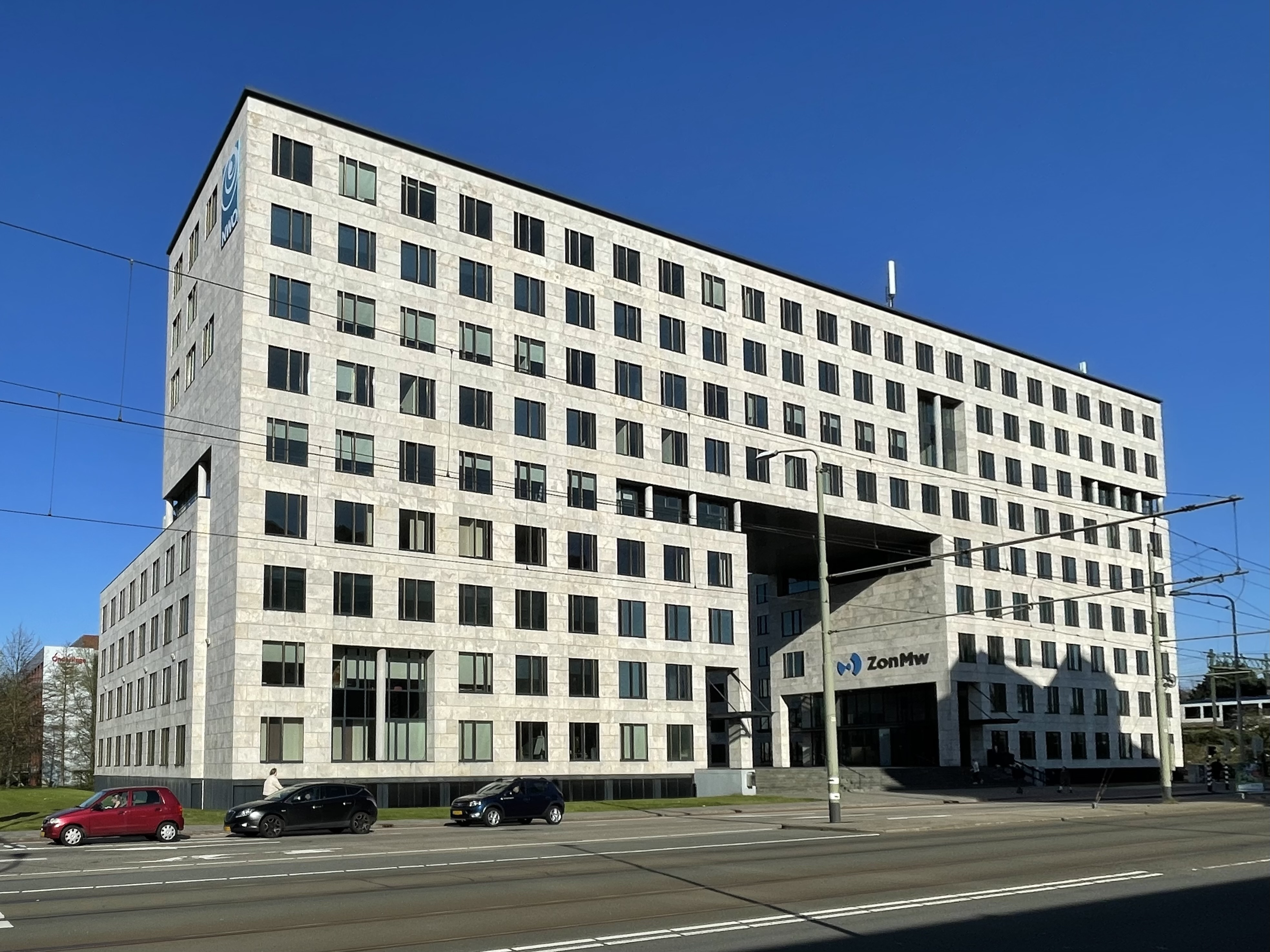
Штаб-квартира NWO в Гаазі

Нідерландська організація наукових досліджень (нід. Nederlandse Organisatie voor Wetenschappelijk Onderzoek, NWO) — нідерландська державна організація у складі Міністерства освіти, культури і науки, яка відає фінансуванням науки. Щороку NWO інвестує в наукові дослідження близько 1 мільярда євро. Має офіси в Гаазі та Утрехті. Керує дев'ятьма науково-дослідними інститутами та сприяє міжнародній співпраці дослідників. Щороку NWO присуджує премію Спінози та премію Штевіна.

## Історія
NWO була заснована в 1950 році під назвою Нідерландська організація чистих наукових досліджень (нід. Nederlandse Organisatie voor Zuiver-Wetenschappelijk Onderzoek, ZWO). Ця організація не була зосереджена на прикладних дослідженнях, для цього призначалася Нідерландська організація прикладних наукових досліджень. У 1988 році завдання ZWO було розширено, включивши стратегічні та прикладні дослідження, що стало однією з причин перетворення ZWO на NWO.
З 1994 по 2018 рік NWO спільно з VPRO організовувала щорічну Національну наукову вікторину.

## Структура
NWO управляється радою директорів і складається з різних організаційних частин: доменів, дослідницьких інститутів і тимчасових органів управління. Кожен з них має свою сферу діяльності та управління.

### Домени
NWO має три домени:
- Точні та природничі науки
- Соціальні та гуманітарні науки
- Прикладні та технічні науки

Медичні науки у 2001 році були передані ZonMw.
Домени забезпечують фінансування для дослідників в межах конкретних дослідницьких програм, мають власні бюджети, власну раду та керівництво.
Крім того, NWO має міждоменну ініціативу WOTRO Science for Global Development, яка зосереджується на стійких рішеннях соціальних та екологічних проблем у країнах з низьким і середнім рівнем доходу.

### Інститути
NWO включає дев'ять науково-дослідних інститутів:
- Інститут атомної і молекулярної фізики AMOLF[nl]
- Передовий дослідницький центр нанолітографії[nl]
- Нідерландський інститут радіоастрономії ASTRON
- Центр математики та інформатики
- Нідерландський інститут фундаментальних енергетичних досліджень[nl]
- Нідерландський інститут космічних досліджень
- Національний інститут субатомної фізики[nl]
- Нідерландський дослідницький центр злочинності та правоохоронної діяльності
- Королівський Нідерландський інститут морських досліджень[nl]

Інститути є частиною Нідерландського фонду науково-дослідних інститутів.

### Інші компоненти
З NWO також пов'язані:
- Нідерландський центр електронних наук (англ. Netherlands eScience Center, NLeSc)
- Служби архівації даних і мереж[nl] (англ. Data Archiving and Networked Services, DANS)
- Фонд фундаментальних досліджень матерії[nl] (нід. Stichting voor Fundamenteel Onderzoek der Materie, FOM)
- Фонд технічних наук[nl] (нід. Technologiestichting STW)